# Pastiches et éditions pirates de Tintin
Pour les articles homonymes, voir Tintin (homonymie).
Comme toute œuvre « classique » digne de ce nom, l'œuvre d'Hergé n'a pas échappé à l'univers des contrefaçons, imitations et autres parodies. Celles-ci sont très nombreuses et il est délicat de prétendre les répertorier de façon exhaustive. 

## Éditions pirates d'œuvres de Hergé
Au cours de ses développements, Hergé accepte parfois des adaptations parallèles auxquelles il a collaboré, en dehors des albums. Le plus souvent, ces œuvres parallèles sont éditées ou rééditées sous forme d'albums « pirates ». Les éditions pirates d'albums officiels de Tintin correspondent soit à la non-réédition volontaire d'albums comme notamment Tintin au pays des Soviets, soit à l'existence d'histoires inachevées, soit encore, à l'édition de versions antérieures ou différentes de l'album publié chez Casterman devenues introuvables. 

### Œuvres, hors-séries, reconnues par Hergé
Exceptées les publications officielles, notamment celles des éditions du Petit Vingtième puis de Casterman, il existe plusieurs versions des Aventures de Tintin parallèles, sous la signature d'Hergé[réf. à confirmer] (telles que, par exemple les planches que Cœurs vaillants publie dès les années trente avec des retouches[réf. à confirmer]). Ainsi, dans les années 1940, sous le nom d'Hergé et avec son accord, des histoires dans lesquelles apparaît Tintin sont éditées ou produites, sans être le résultat de son seul travail : c'est le cas de deux spectacles pour enfants[réf. à confirmer] (Le Mystère du diamant bleu et Monsieur Boullock a disparu écrits en 1941 avec Jacques Van Melkebeke), de deux récits illustrés écrits par Paul Kinnet et P. Roquette (l'un, Dupond et Dupont détectives, illustré par Hergé (1943), et l'autre Tintin et Milou chez les Toréadors probablement illustrée par les ateliers Hergé). Dans les années 1970, un film d'animation dont le scénario a été écrit par Greg, Tintin et le Lac aux requins, donne lieu à deux  transcriptions en bandes dessinées réalisées par les Studios Hergé (l'une parue en album officiel dans un style identique à celui du dessin animé, l'autre, éditée en strips pour la presse, sous la direction de Bob de Moor dans un style proche des albums[réf. à confirmer]). Ces œuvres ont donné lieu à des éditions pirates.

### Albums pirates des œuvres de Hergé
- Si vous ne connaissez pas le sujet, laissez ce bandeau (vous pouvez alors contacter les auteurs).
- Si vous supprimez le contenu mis en cause (vous pouvez préalablement contacter les auteurs),

argumentez précisément cette suppression dans la page de discussion
(un manque de référence n'est pas un argument ; une recherche réelle de référence doit avoir été effectuée, être formellement documentée).
Pour Tintin au pays des Soviets, la réédition officielle limitée à 500 exemplaires numérotés (1969) et les neuf autres éditions pirates qui suivirent sont des objets rares et convoités.
En effet, c'était le seul album n'ayant pas été repris en couleurs par Casterman, Hergé ayant préféré laisser cette première aventure à tonalité politique un peu trop maladroite de côté. Cependant, la popularité de Tintin croissant sans cesse, l'album devint une légende et pratiquement introuvable. Pour le quarantième anniversaire de la série, en 1969, on procéda à une réédition hors-commerce de 500 exemplaires numérotés, ce qui ne fit qu'accentuer le mythe entourant l'album. Dans les années 1970, la forte demande lança une vague d'éditions pirates de qualité douteuse et hors de prix. Hergé s'adressa d'abord aux tribunaux mais, voyant le phénomène perdurer, il consentit à publier Tintin au pays des Soviets dans les Archives Hergé pour couper l'herbe sous le pied des faussaires. Loin de disparaître, de nouvelles éditions pirates réapparurent, de bien meilleure qualité et imitées avec soin. Finalement, pour mettre fin à ce marché parallèle, Casterman publia un fac-similé en tout point semblable à l'original en 1981, initiative couronnée de succès et qui fait l'objet de rééditions officielles en différents formats. Est-il ainsi mis définitivement fin aux albums sans droits d'auteur ? Presque, car une nouvelle version à faible tirage de l'album est parue aux éditions « Castelman » avec une mise en couleurs et une nouvelle couverture... 
Outre Tintin au pays des Soviets, plusieurs autres histoires de Tintin ont été victimes d'éditions pirates : dès la parution des aventures de Tintin dans Cœurs Vaillants, des retouches, en particulier de couleurs sont faites souvent sans l'accord de l'auteur. La recherche des inédits et des variantes provoque les éditions en grand format du Temple du Soleil tirées des planches de Tintin, du Naufrage de la Licorne, reprenant les strips du Soir et des hors-texte en noir et blanc, des planches annotées du Lotus bleu, ainsi que la première version noir et blanc de Tintin au pays de l'or noir parue dans le Petit Vingtième. 
À l'étranger, de nombreuses éditions non autorisées existent (la plus célèbre étant celle d'un éditeur chinois qui a traduit Tintin au Tibet par Tintin au Tibet Chinois). Un éditeur d'Istanbul publia même vingt-deux petits albums plus ou moins inspirés des originaux, plongeant parfois Tintin dans des aventures pour le moins étranges dans un univers proche de celui de Flash Gordon. Ce cas est intermédiaire avec les parodies et pastiches.

## Plagiats
Dès les années 1930, Hergé est confronté à des imitations douteuses de son travail. En 1937, le journal espagnol El Pionero publie les aventures de Pedrochu, un jeune garçon qui ressemble fortement à Tintin, tant dans l'apparence physique que dans les vêtements. En Belgique, L'Ami du Patro, un bulletin hebdomadaire des patronages de Thuin, Beaumont et Chimay, diffuse les aventures de Camu entre 1937 et 1938, une bande dessinée dans laquelle des cases de Tintin en Amérique et Tintin au Congo sont recopiées ou décalquées.
De la même manière, certains périodiques qui publient les Aventures de Tintin n'hésitent pas à faire apparaître des dessins représentant les personnages d'Hergé réalisés par d'autres auteurs pour faire la publicité de leur journal. C'est le cas de Cœurs vaillants, qui publie par ailleurs L'Idole aux yeux d'émeraude à partir de 1948, une bande dessinée de Frédéric-Antonin Breysse qui présente de nombreuses similitudes avec les albums de Tintin. Hergé s'en ouvre au directeur du journal, qui ne fait pas pour autant cesser la publication. L'année suivante, ce même périodique édite un opuscule de 24 pages intitulé Tintin et Milou chez les toréadors, dont l'auteur est Jean Roquette et dont la couverture contient explicitement la mention « d'après Hergé ».
Du 3 au 30 septembre 1944, La Patrie, un quotidien de la gauche chrétienne belge, tourne en dérision Hergé en publiant Les Aventures de Tintin et Milou au pays des nazis, une parodie en trois bandes qui met en cause les activités professionnelles du dessinateur sous l'occupation. Le mois suivant, Les Tribulations de Bricole, une bande dessinée de Fred Funcken, est diffusée dans le journal Bimbo. Hergé relève minutieusement les emprunts faits à ses récits, en particulier L'Île Noire et L'Oreille cassée, sans pour autant intenter une action en justice.
Entre 1954 et 1955, la bande dessinée De Test van de J-200, une aventure de Koen De Wilde réalisée par Karel Verschuere, reproduit plusieurs cases des Sept Boules de cristal.

## Pastiches et parodies
Les Aventures de Tintin ont inspiré de nombreuses parodies dont il paraît impossible de dresser une liste exhaustive. On peut identifier trois types de pastiches : d'une part ceux qui, à partir de 1977 visent à combler l'attente du dernier album de Hergé et l'opposition de ses héritiers à toute continuation de l'œuvre. D'autre part, les parodies qui prennent le contre pied des options asexuées et politiques de l'œuvre. Enfin ceux qui visent à rendre hommage à l'univers de Tintin. 

### Pseudo-inédits et continuations

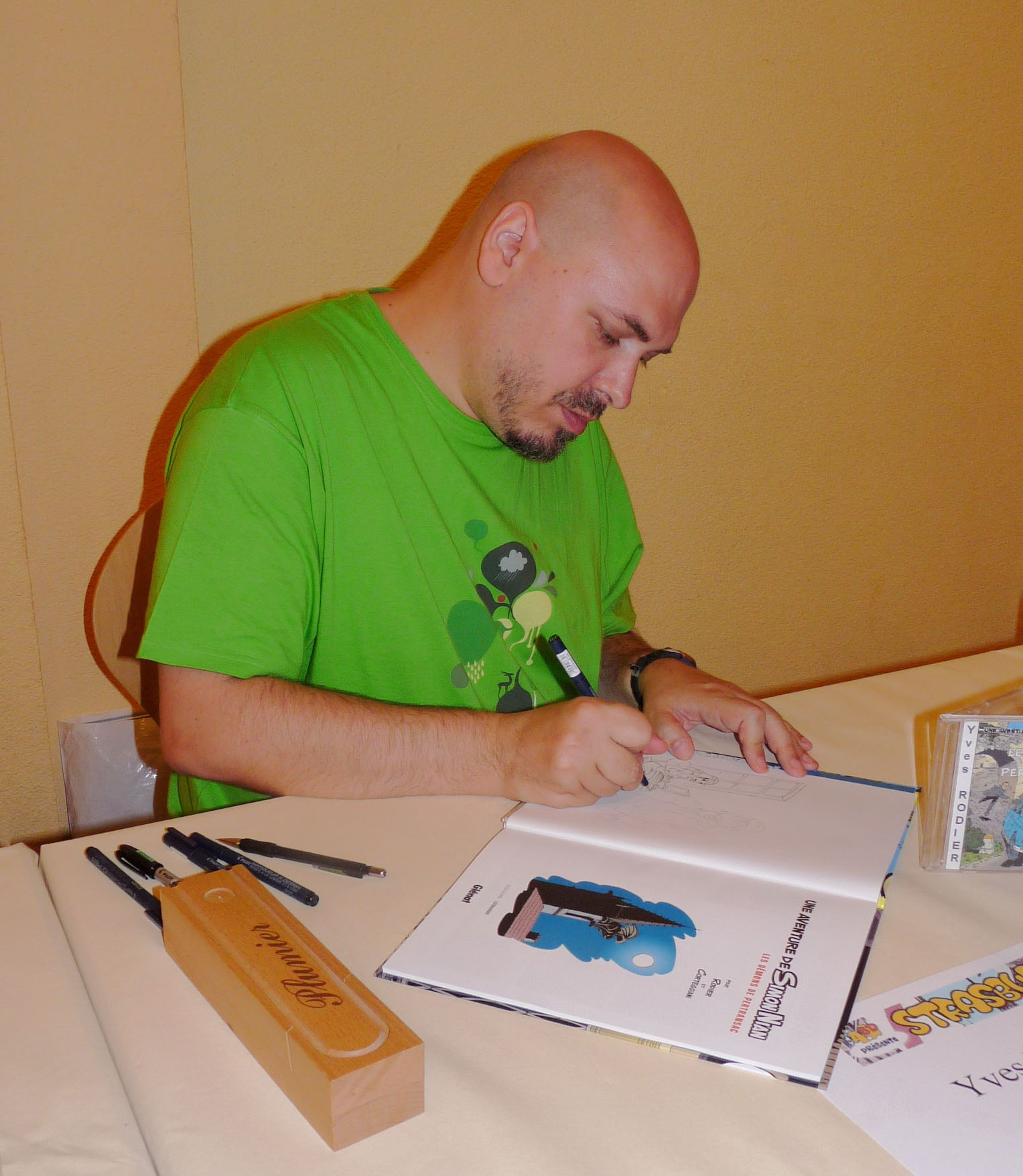
Yves Rodier (ici en 2009) propose une adaptation du récit inachevé Tintin et l'Alph-Art.

Hergé et son studio ont parfois créé des planches hors album : en plus d'une planche originale que l'on peut qualifier de cartoon autoparodique (Stars and Stripes 1972 pour un congrès de dessinateurs aux USA) ou de publicités ("Tintin chez le libraire") réalisées par Hergé ou son studio, certaines planches de Tintin ont été présentées comme étant des inédits d'Hergé. C'est le cas d'une planche réalisée par le studio d'après les brouillons d'Hergé, mais sans son accord, dans le cadre de la préparation de Tintin et les Bigotudos. C'est (pour un premier avril) aussi le cas d'une planche inventée publiée par la revue Circus qui était censée faire partie d'une aventure supposée inédite (Tintin et le parfum invisible). À partir du décès de Hergé, avec la sortie de Tintin et l'Alph-Art, plusieurs dessinateurs ont entrepris de terminer l'ultime aventure de Tintin, ce qui leur a attiré les foudres de la Fondation Hergé. Chacun donne une fin différente puisque le scénario disponible chez Casterman reste incomplet. Parmi les plus connus l'album de 62 pages publié en Suisse sous le pseudonyme de Ramo Nash, et la version d'Yves Rodier, surtitrée Hommage à Hergé, éditions Castafiore, qui entame aussi une version d'Un jour d'hiver, dans un aéroport et met en forme les planches du Tintin et le Thermozéro.

### Parodies et pastiches
En dehors de ces « faux » on ne compte plus les imitations de l'œuvre d'Hergé. Déjà, dans Le Petit Vingtième, on invitait les jeunes lecteurs à publier leurs dessins « à la manière d'Hergé ». Déjà en 2001, "Les Trésors de la bande dessinée" (BDM) dénombrait 67 albums parodiques de Tintin. 

#### Les parodies ou pastiches politiques sont nombreux.
Dès la fin de la guerre, le journal La Patrie publia des strips visant à condamner l'attitude de Hergé au Soir volé : Les Aventures de Tintin et Milou au pays des nazis. 
En 1956, le journal allemand Fix und Foxi publie une parodie de l'album On a marché sur la Lune, dessinée par Werner Hierl. Entre 1980 et 1981, une autre parodie, intitulée Tintin et la Panthère rose sur la planète inconnue, est diffusée dans le périodique iranien Aftab va Mahtab.
En 1972, l'Internationale situationniste réalisa des parodies conservant le dessin original, les textes ayant été modifiés, ce qui donna Le Capital aux pinces d'or et La Route du Soleil ; Ajoutons aussi Tintin à Zurick qui critique lui aussi l'économie de marché... 
Un Tintin mon copain publié en 1994, aurait été écrit par Léon Degrelle et ses exemplaires ont été retirés de la vente en France. Ces pastiches ne se cantonnent pas au monde francophone. 
Dans les années 1980, le magazine satirique américain National Lampoon publia une parodie intitulée Tintin in Lebanon et diffusée en France dans le magazine Rigolo.Tintin y est invité par le vice-président américain George Bush à lancer un missile nucléaire sur Beyrouth… Dans Breaking Free de J. Daniels publié en anglais aux éditions Attack international (170 pages), Tintin devient un activiste d'extrême gauche. 
De nombreuses parodies et détournements se contentent de modification du texte, comme Tintin au pays du Conseil utilisant comme support l'album des Soviets, ou assemblent des vignettes en provenance de différents albums avec un texte nouveau comme pour L'énigme du 3e message, Tintin et la Webcensure,  Tintin en Irakou Tintin et les témoins de Jéhovah, ajoutant parfois des cases plus maladroites comme dans Les Harpes de Greenmore où Tintin est réquisitionné pour assurer la réunification de l'Irlande, au côté de l'IRA. On peut aussi mentionner Tintin au Salvador où Tintin prend fait et cause pour la guérilla, Tintin à Beyrouth, Tintin dans le golfe, Tintin à Tien An Men etc.

En février 2011, la revue d'art Collection publie sur son blog officiel un détournement de l'album sous le titre Tintin au Congo à poil. L'album y est repris intégralement avec un unique changement : Tintin est représenté nu durant toute l'aventure, portant seulement ses chaussures et parfois un chapeau. Ce détournement critique l'image de « bon sauvage » généralement appliqué aux Noirs par les colonialistes. L'auteur de cette parodie a par la suite préféré la retirer du blog de Collection mais d'autres sites ont continué à en diffuser une copie,.

#### La «pureté» de Tintin prête aussi le flanc à des pastiches sexuels ou ironiques.
Certaines parodies sont fort lestes, voire classées comme pornographiques. En 1976, le dessinateur Charles Callico édite Tintin en Suisse, un album parodique qui montre un Tintin dépravé, tour à tour ivre, drogué ou s'adonnant à des pratiques sexuelles. L'auteur est finalement condamné par la cour d'appel de Bruxelles. La Vie sexuelle de Tintin, dessinée par Jan Bucquoy, est interdit de vente en Belgique et en France à la suite d'un procès pour plagiat, mais autorisé en Hollande, où il engendre ses propres imitations. D'autres sont simplement grivoises dans le propos mais prudes dans le dessin comme Tintin en Thaïlande, sorti en 1999. Cet album parodique est réalisé par Baudouin de Duve et qu'il signe sous le pseudonyme « Bud E. Waesyer ». Dans cette aventure, la femme de Séraphin Lampion demande à Tintin, Haddock et Tournesol de retrouver son mari qui a disparu en Thaïlande. Aux antipodes du héros imaginé par Hergé, Tintin se livre alors à la débauche. Des exemplaires de cet album sont saisis par la justice belge mais finalement restitués à l'auteur, la justice considérant qu'il s'agit d'une parodie et non d'un faux.. On peut de plus citer L'Affaire Roswell chez Masterman (22 pages) etc. 
Sans oublier le fameux « Tientien en Bordélie »  en 3 pages dans les célèbres « Pastiches » de Roger Brunel (Première édition en 1981, repris dans le « Pastiches Best of  » et « Le meilleur des Pastiches » en 2006 aux éditions Glénat), d'abord publiées dans Circus en 1980.

#### D'autre part, plusieurs dessinateurs réalisèrent leur propre adaptation des dessins et/ou des personnages de Hergé.

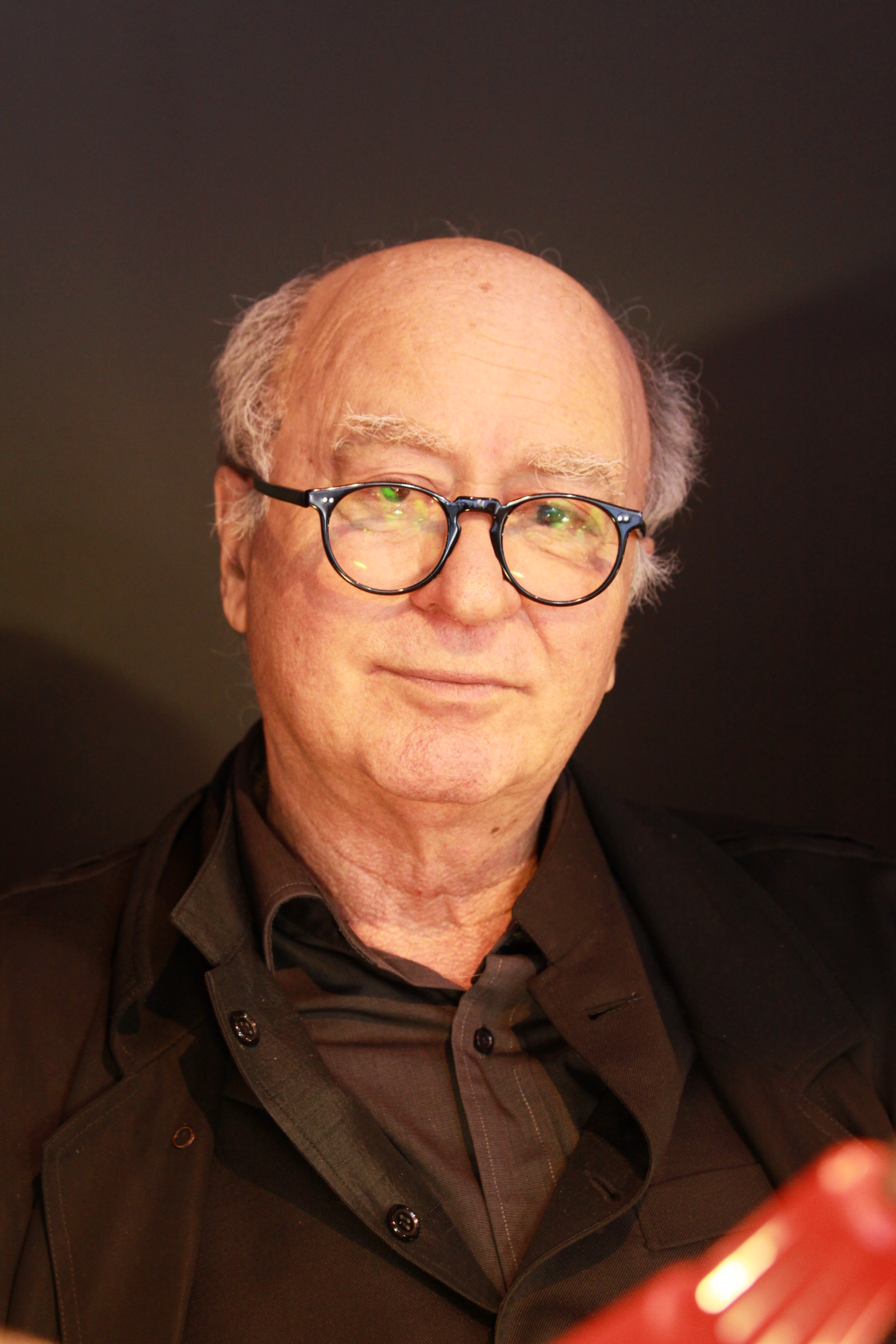
Georges Wolinski parodie Tintin dans Hara-Kiri en 1962.

On peut mentionner Cabu, Pétillon, Exem, Moebius et Wolinski, qui dessina les trois planches de Tintin pour les dames diffusée dans Hara-Kiri en 1962. Il s'agit en général d'œuvres hommage. Exem utilise Tintin comme contre-héros dans les courts récits : Zinzin maître du monde et Le Jumeau maléfique (Éditions Tchang, Genève 1984). Dans le style d'Hergé, Harry Edwood publie les planches de La Voie du lagon.

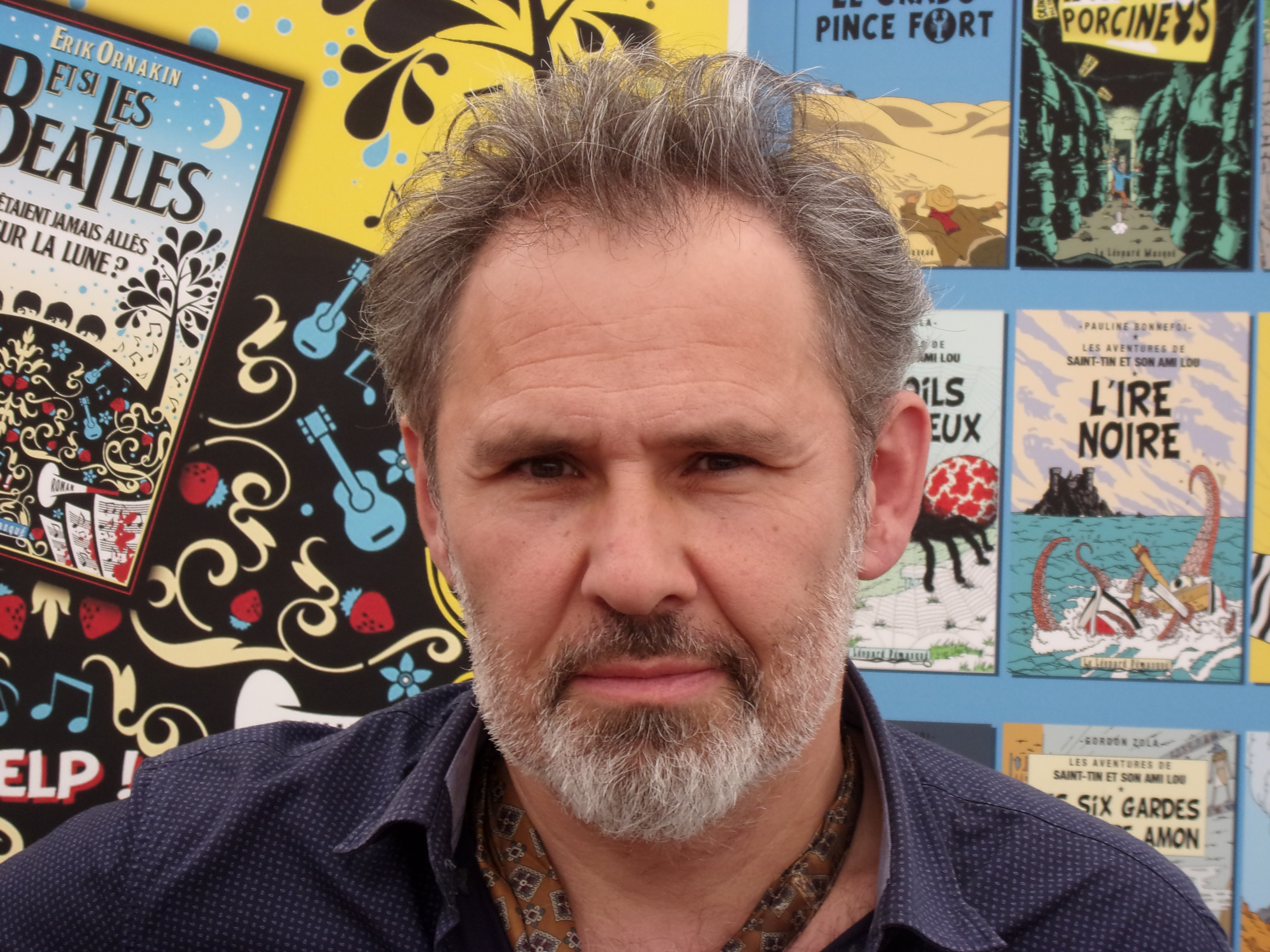
L'écrivain Gordon Zola.

En 2008, l'écrivain Gordon Zola lance Les Aventures de Saint-Tin et son ami Lou, une série de romans dont les titres et les couvertures parodient ceux des Aventures de Tintin. Après la publication du cinquième tome de la série, la société Moulinsart attaque les auteurs et l'éditeur pour contrefaçon. Ce motif n'est pas retenu par le tribunal, qui condamne néanmoins les éditions du Léopard Masqué à une amende de 40 000 euros pour préjudice commercial, évoquant la notion de parasitisme. Finalement, en février 2011, la cour d'appel de Paris rejette la plainte des ayants droit de Hergé. La société Moulinsart est même condamné à 10 000 euros de dommages et intérêts, de même qu'à 12 000 euros de remboursement des frais de procédure.
La politique très restrictive de la fondation Hergé limite ces éditions, ou ces travaux, y compris sur le net. 

### Objectif Monde
Peut-être pour répondre aux critiques liées à l'interdiction systématique des parodies, un pastiche en forme d'hommage fut autorisé par les ayants droit pour les tintinophiles lecteurs du Monde le 28 janvier 1999. Pour ponctuer le festival d'Angoulême et le 70e anniversaire de Tintin, le journal parisien publia un pastiche signé Didier Savard, intitulé Objectif Monde. La courte histoire de 24 planches est riche en références historiques et l'univers d'Hergé dans son entier est exploité au fil des pages.